# Frontolyse
Frontolyse is het oplossen van fronten, of in wijdere zin het verzwakken van een bestaand front. Dit treedt vooral op waar de stroming zodanig is dat grenzende luchtsoorten divergeren of waar de verschillen tussen de luchtsoorten kleiner worden.
Het divergeren van luchtsoorten kan optreden in een hogedrukgebied. De verschillen tussen luchtsoorten kunnen in de zomer afnemen doordat een warmtefront van zee het warmere vasteland nadert. In de winter vermindert het verschil wel doordat een koufront van zee het sterk afgekoelde vasteland nadert, waarbij de lucht achter het koufront in de onderste lagen zelfs een hogere temperatuur kan hebben dan de lucht aan de voorzijde. Dit wordt een gemaskeerd koufront genoemd en kan aan het einde van een vorstperiode dooi brengen.